# Championnats du monde de ski alpin 1974
Navigation
Sapporo 1972 Innsbruck 1976
Les championnats du monde de ski alpin 1974 ont eu lieu à Saint-Moritz en Suisse du 3 au 10 février 1974.
Gustavo Thöni réalise le doublé géant et slalom.
L'équipe d'Italie domine le géant avec quatre skieurs classés aux six premières places : Gustavo Thöni gagne l'épreuve et Piero Gros se classe troisième.
Gustavo Thöni remporte ensuite un slalom de légende. Seulement huitième à l'issue de la première manche, Thöni réalise une deuxième manche d'anthologie, où il relègue la concurrence à plus de deux secondes.
David Zwilling s'impose en descente devant son jeune compatriote Franz Klammer et gagne une médaille d'argent en slalom. Gustavo Thöni le prive donc du doublé descente-slalom.
Annemarie Moser-Pröll remporte le titre de championne du monde de descente et oublie ainsi son échec de Sapporo. L'autrichienne devance la canadienne Betsy Clifford, championne du monde de géant en 1970, et sa compatriote Wiltrud Drexel.
Les Françaises brillent en géant : médaille d'or pour Fabienne Serrat et médaille de bronze pour Jacqueline Rouvier. Fabienne Serrat remporte également le titre du combiné, à seulement 17 ans et demi.
Retour au premier plan de Michèle Jacot, qui gagne la médaille d'argent en slalom, un an après son opération du genou. L'équipe de France masculine, décapitée à Val-d'Isère, échoue au pied du podium en slalom (Gérard Bonnevie se classe quatrième), mais est dépassée en descente et en géant.
Premières médailles pour le Liechtenstein avec l'or en slalom et l'argent en combiné pour Hanni Wenzel ainsi que le bronze en descente pour Willi Frommelt.
La Suisse ne gagne qu'une seule médaille avec le bronze en slalom pour Lise-Marie Morerod (dossard 39) et subit un surprenant échec à domicile après son triomphe des Jeux Olympiques 1972 :
- Roland Collombin, grandissime favori de la descente, chute,
- Bernhard Russi, tenant du titre et champion olympique en descente, manque sa course,
- Marie-Theres Nadig ne confirme pas ses performances japonaises.

## Palmarès

### Hommes
| Épreuves | Or             | Argent           | Bronze                    |
| -------- | -------------- | ---------------- | ------------------------- |
| Descente | David Zwilling | Franz Klammer    | Willi Frommelt            |
| Géant    | Gustavo Thöni  | Hans Hinterseer  | Piero Gros                |
| Slalom   | Gustavo Thöni  | David Zwilling   | Francisco Fernandez-Ochoa |
| Combiné  | Franz Klammer  | Andrzej Bachleda | Wolfgang Junginger        |

### Femmes
| Épreuves | Or                    | Argent         | Bronze             |
| -------- | --------------------- | -------------- | ------------------ |
| Descente | Annemarie Moser-Pröll | Betsy Clifford | Wiltrud Drexel     |
| Géant    | Fabienne Serrat       | Traudl Treichl | Jacqueline Rouvier |
| Slalom   | Hanni Wenzel          | Michèle Jacot  | Lise-Marie Morerod |
| Combiné  | Fabienne Serrat       | Hanni Wenzel   | Monika Kaserer     |

## Tableau des médailles
| Rang | Nations        | Or | Argent | Bronze | Total |
| 1    | Autriche       | 3  | 3      | 2      | 8     |
| 2    | France         | 2  | 1      | 1      | 4     |
| 3    | Italie         | 2  | 0      | 1      | 3     |
| 4    | Liechtenstein  | 1  | 1      | 1      | 3     |
| 5    | RFA            | 0  | 1      | 1      | 2     |
| 6    | Canada Pologne | 0  | 1      | 0      | 1     |
| 8    | Suisse Espagne | 0  | 0      | 1      | 1     |